# El tigre de Yautepec
El tigre de Yautepec es una película mexicana estrenada el 22 de noviembre de 1933 y dirigida por Fernando de Fuentes.

## Reseña
Un buen hombre y su hijo son secuestrados por un grupo de bandidos llamados Los Chacales. Veinte años después, otra banda de bandidos Los Plateados aterrorizan a la región. El líder de Los Plateados, El Tigre, es el muchacho secuestrado 20 años antes. El Tigre conoce a la bella Dolores, y decide conquistarla... sin saber que es su hermana perdida.

## Reparto
- Julio Alarcón (El Zopilote)
- Iris Blanco (Carmen)
- Victorio Blanco (El Tuerto)
- Joaquín Busquets (Andrés)
- Rodolfo Calvo (Don Ramón)
- Dolores Camarillo (Caridad)
- Enrique Cantalaúba (El Coyote)
- Miguel M. Delgado (Pancho)
- Adria Delhort (Doña Lupita)
- Antonio R. Frausto (El Rayado)
- Lupita Gallardo (Dolores)
- Max Langler (Bandido)
- Alberto Miquel (Sacerdote Don Justo)
- Pepe Ortiz (El Tigre)
- César Rendón (El Cojo)
- Consuelo Segarra (La Comancha)
- Luis Aragón (Hijo de Don Ramón)
- Teodoro Benítez Bueno  (Ciego)